# Fernand Goyvaerts
Fernand Auguste Paulin Goyvaerts (* 24. Oktober 1938 in Mechelen; † 5. April 2004 in Brügge) war ein belgischer Fußballspieler.
Goyvaerts war Stürmer und debütierte 1956 mit 16 Jahren beim FC Brügge. 1958 schoss er mit einem historischen Elfmeter gegen den RCS Verviétois den FC Brügge in die erste Liga, in der er bis heute spielt. 1962 wechselte Goyvaerts nach Spanien zum FC Barcelona und wurde Profi, was bis dahin in Belgien nicht möglich gewesen war. Mit dem Wechsel ins Ausland galt er damals noch als „fahnenflüchtig“ und verlor seinen Platz in der belgischen Nationalelf, für die er bis dahin achtmal gespielt hatte. Die belgische Presse schwieg ihn danach tot. In Spanien wurde „Fernando“ sehr populär und in der Saison 1963/1964 zum besten ausländischen Spieler der Primera División gekürt. 1965 wechselte Goyvaerts nach Real Madrid, wegen einer Knieverletzung konnte er dort aber nur selten eingesetzt werden. Er ist der einzige belgische Fußballspieler, der sowohl für Real Madrid als auch für den FC Barcelona spielte.
1967 wurde Goyvaerts in die FIFA-Weltauswahl 1967 berufen. Mit einem Tor in der 88. Minute trug er neben Mazzola und Eusébio zum 3:0-Erfolg gegen Spanien bei.
Später folgte er Trainer Alfredo Di Stéfano zum FC Elche. Es folgte ein Wechsel nach Frankreich zu OGC Nizza. 1971 kehrte Goyvaerts nach Belgien zurück und spielte dort noch weitere acht Jahre bei Cercle Brügge, SC Lokeren, WS Lauwe, RFC Tournai und nochmals WS Lauwe.
Nach seiner Spielerkarriere arbeitete er als Fußballmanager und FIFA-Spielervermittler und entdeckte unter anderem Jean-Pierre Papin und Daniel Amokachi. 2004 starb er 65-jährig an einer Hirnblutung.